# 格羅寧根方言
格羅寧根方言（Grunnegs，發音：[ˈɣroːnɪŋs] ⓘ）是低地德語中西低地德語在荷蘭格羅寧根省一帶的方言。格羅寧根方言在德國的部分地區也有使用。荷蘭和德國的部分當地人將格羅寧根方言和東弗里西亞語視為同一語言。格羅寧根方言形成於15世紀。